# Forstbauerngraben
Forstbauerngraben ist eine Streusiedlung in der Weststeiermark in der Gemeinde Kainach bei Voitsberg im Bezirk Voitsberg, Steiermark.

## Ortsname und Geografie
Der Name des Ortes leitet war vermutlich ursprünglich eine Bezeichnung für eine Waldlandschaft, entweder eines Bannwaldes oder eines gepflegten Waldes und leitet sich vom mittelhochdeutschen vorst, was so viel wie Forst bedeutet, ab. Ab dem Ende des 18. Jahrhunderts wurde es zu einem Bachnamen der auch auf die bäuerliche Besiedlung in dessen Nähe hinwies. Schließlich wurde es zu einem Siedlungsnamen der auf den Graben, in dem der Bach fließt, hinweist.
Forstbauerngraben liegt im Nordosten der Gemeinde Kainach bei Voitsberg, nordöstlich des Hauptortes Kainach bei Voitsberg, im östlichen Teil der Katastralgemeinde Gallmannsegg, im Graben des Alpenbaches zwischen dem Ochsenkogel im Norden und dem Lukaskogel im Südosten.

## Geschichte
Die Gegend um Forstbauerngraben wurde bereits 1103 erstmals urkundlich als saltum autem qui vulgo vorst dicitur erwähnt, was so viel wie Wald der im Volk Forst genannt wird bedeutet. Die Besiedlung der Gegend mit Einzelhöfen und Einödfluren fand im 12. und 13. Jahrhundert statt als der heutige Ort Teil eines hochmittelalterlichen Rodungsgebietes war. Weitere urkundliche Erwähnung des Ortes erfolgten 1494 als der Farschpach und Varstpach, um 1790 als Forstbauerbach sowie schließlich 1900 als Forstbauerngraben. Bis 1848 gehörten die Einwohner zur Grundherrschaft der Herrschaften Kleinkainach, Obervoitsberg, Piber sowie Reiteregg. Forstbauerngraben gehörte bis 1846 zum Werbbezirk der Herrschaft Piber und danach zum Werbbezirk der Herrschaft Lankowitz.
In der Nacht vom 20. auf den 21. Mai 1910 wurden durch ein Unwetter sämtliche Brücken in Forstbauerngraben beschädigt oder weggerissen und die Straßen im Ort unbefahrbar.

## Wirtschaft und Infrastruktur
Forstbauerngraben ist landwirtschaftlich geprägt.
Die Kinder des Ortes besuchen die Schule in Kainach bei Voitsberg.

## Sehenswürdigkeiten und Bauwerke
Im Ort gibt es mehrere sakrale Bauwerke. Das im 19. Jahrhundert errichtete Forstbauernkreuz, auch Wirschlkreuz genannt, ist ein Laubenbildstock, welcher sich an der Straße zum Gasthaus Kapitel befindet. Das Lukaskreuz ist ein an der Straße nach Geistthal am Ende des 19. Jahrhunderts errichteter Pfeilerbildstock und diente ursprünglich als Wegweiser der von Maria Lankowitz kommenden Wallfahrer nach Sankt Pankrazen. In der Hauptnische des Bildstockes befindet sich eine Lourdesmadonna und darüber eine Bildtafel, welche nicht mehr eindeutig erkennbar ist.